# Markus Scholz (Politiker)
Markus Scholz  (* 1996 in Freiberg) ist ein deutscher Politiker (Bündnis 90/Die Grünen). Von September 2023 bis September 2024 war er Abgeordneter im Sächsischen Landtag.

## Leben
Scholz legte 2015 das Abitur am Geschwister-Scholl-Gymnasium Freiberg ab. Ab 2015 absolvierte er ein Lehramtsstudium der Fächer Geschichte und Latein an der Technischen Universität Dresden. 2021 legte er das erste Staatsexamen ab. Ab 2021 absolvierte er das Lehramtsreferendariat. 2023 legte er das zweite Staatsexamen ab. Vom Frühjahr 2023 bis zu seinem Einzug in den Landtag im September desselben Jahres unterrichtete er am Gymnasium Burgstädt.
Scholz lebt in Burgstädt.

## Politik
Scholz ist seit 2013 Mitglied von Bündnis 90/Die Grünen. Seit 2021 ist er Co-Vorsitzender der Grünen im Landkreis Mittelsachsen.
Bei der Landtagswahl in Sachsen 2019 kandidierte er im Wahlkreis Mittelsachsen 2 und auf Platz 16 der Landesliste der Grünen, verfehlte jedoch zunächst den Einzug in den Landtag. Am 14. September 2023 rückte er für Kathleen Kuhfuß in den Landtag nach. Bei der Landtagswahl 2024 verfehlte er den Wiedereinzug in den Landtag.